# Osmia relicta
Osmia relicta är en biart som först beskrevs av Popov 1954.  Osmia relicta ingår i släktet murarbin, och familjen buksamlarbin. Inga underarter finns listade i Catalogue of Life.